# Gobierno del imperio incaico

La mascaypacha era el único símbolo de poder que otorgaba al sapa inca los títulos de Gobernador del Cuzco e Inca del Tahuantinsuyo (este último a partir de Pachacútec), a modo de corona.

El Imperio Incaico o Tahuantinsuyo (en ortografía quechua contemporánea: Tawantinsuyu; de tawa 'cuatro', -ntin 'sufijo inclusivo', suyu 'reino, región', de ahí 'región con cuatro [partes]') era una monarquía teocrática de administración burocrática centralizada. Se basó en las formas y prácticas administrativas de civilizaciones andinas anteriores como el imperio wari y tiahuanaco, y tenía en común ciertas prácticas con sus rivales contemporáneos, en particular los chimú. Estas instituciones y prácticas fueron entendidas, articuladas y elaboradas a través de la cosmología y el pensamiento andinos. Tras la conquista española del imperio inca, ciertos aspectos de estas instituciones y prácticas continuaron. 

## Filosofía e ideología
La ideología inca se fundó en base a la cosmología andina. Esta cosmología era jerárquica y dualista, con una variedad de fuerzas opuestas que luchaban por posicionarse mediante la acción continua. Su cosmovisión era animista, y los amautakuna (maestros o sabios) enseñaban que el mundo estaba impregnado de kamaq, que significa aliento o fuerza vital. Se entendía que el cambio se producía a través de asimetrías de poder entre esas fuerzas, mientras que pacha, equilibrio, se lograba mediante el ayni, un proceso de intercambio recíproco. Las creencias y divinidades esenciales del panteón inca estaban ampliamente establecidas en los Andes cuando surgió el imperio. Conrad y Demerest argumentan que estas creencias preestablecidas fueron clave para la efectividad ideológica de las reformas incas posteriores. Mientras que la creencia en un gran número de dioses mayores era común antes de los incas, la elevación del dios Inti a una posición preeminente no fue radical. Asimismo, el culto a los muertos era muy antiguo en los Andes, por lo que el culto a los incas difuntos y momificados atendidos por sus descendientes no fue revolucionario. Sin embargo, la simplificación de estas creencias y rituales, enfatizando los aspectos solares del antiguo complejo divino en la forma de Inti como deidad patrona del imperio, ocurrió durante el reinado de Pachacútec. Además, la inclusión de gobernantes momificados no solo en los rituales, sino también en las festividades y los consejos de estado se basó en la práctica andina preexistente. Pachacútec es un apelativo creado a partir de pacha, equilibrio y kuti, cambio de rumbo; Pachacútec fue, por tanto, alguien cuyo dinamismo y poder cambiaron el equilibrio en el mundo.
El Sapa Inca era considerado divino y era el jefe de la religión del estado; el willaq-umu (sumo sacerdote) fue el segundo al emperador. Se permitió que las tradiciones religiosas locales continuaran y en algunos casos, como el oráculo de Pachacámac en la costa peruana, se veneraron oficialmente. Después de Pachacútec, el Sapa Inca afirmó ser descendiente de Inti, que daba un gran valor a la sangre imperial; al final del imperio, era común casarse entre hermanos. Él era hijo del sol y su pueblo los intip churin, o hijos del sol, y tanto su derecho a gobernar como su misión de conquista se derivaban de su ancestro. El Sapa Inca también presidió festivales de importancia ideológica, especialmente durante el Inti Raymi, a los que asistieron soldados, gobernantes momificados, nobles, clérigos y la población en general de Cuzco, que comenzaban en el solsticio de invierno y culminaba nueve días después con el ritual del rompimiento de tierra con un arado de pie por el propio Inca. Además, Cuzco en sí era considerado cosmológicamente central, lleno de huacas y líneas de ceques radiantes, y centro geográfico de los cuatro suyos; El Inca Garcilaso de la Vega lo llamó el ombligo del universo.
La tierra se consideraba en última instancia como perteneciente a los incas y distribuida entre los tres estamentos del imperio (la iglesia imperial, la población y el propio estado) para su beneficio y cuidado de acuerdo con el principio de reciprocidad. Cuando se conquistaba un territorio, la huaca principal era llevada al Cuzco e instalada en el Coricancha o en su propio templo especial, y era mantenida por sacerdotes de su provincia de origen. Esta antigua práctica andina cumplía dos funciones; primero, como rehén divino para asegurar la lealtad; segundo, como un signo de piedad por parte de los gobernantes incas.
El aspecto operativo de la ideología inca se basaba en las herramientas de asimilación de la nobleza y la perpetuación de las diferencias parroquiales. La educación formal en Cusco de los hijos de familias nobles de territorios recién adquiridos difundió la fluidez en el quechua, el derecho imperial y las prácticas burocráticas. Las familias que anteriormente ocupaban cargos políticos se integraron en la burocracia inca, y las áreas tribales tradicionales de asentamiento se integraron como provincias, con sus límites anteriores a la conquista intactos. Se fomentó la continuación de la vestimenta provincial, que cumplía la función de un marcador social. Se alentó a las poblaciones reasentadas por la fuerza a que se asimilaran a las poblaciones indígenas vecinas. Muchas de estas técnicas administrativas parecen haber sido adoptadas del imperio huari.

## Administración

### Oficiales, clases e instituciones

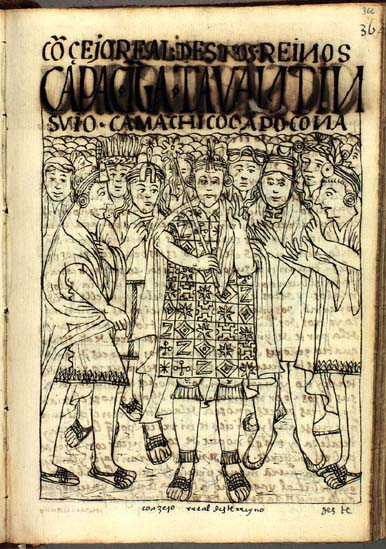
El Inca y su consejo imperial (Tahuantinsuyo Camachic), según dibujo de Guamán Poma de Ayala.

Las fuentes de la época colonial no son del todo claras ni concuerdan en cuanto a la naturaleza de la estructura del gobierno inca. Sin embargo, se puede hablar de su estructura básica en términos generales, aunque no se puedan decir los deberes y funciones exactos de los puestos de gobierno. En la cima de la cadena de administración se sentaba el Sapa Inca. Junto al Sapa Inca, en términos de poder, puede haber estado el Willaq Umu, que era el Sumo Sacerdote del Sol. Sin embargo, se ha señalado que debajo del Sapa Inca también se encontraba el Inkap rantin, que era al menos un confidente y asistente del Sapa Inca, tal vez algo así como un primer ministro o virrey. Desde la época de Túpac Inca Yupanqui en adelante, existió el Tahuantinsuyo Camachic (Consejo Imperial) compuesto por dieciséis nobles: dos de hanan Cusco; dos de hurin Cuzco; cuatro del Chinchaysuyu; dos del Contisuyu; cuatro del Collasuyu; y dos del Antisuyu. Esta ponderación de la representación equilibró las divisiones hanan y urin del imperio, tanto dentro del Cusco como dentro de las regiones (hanan suyukuna y urin suyukuna).
La mayoría de los miembros del nivel superior de la administración inca eran incas por clase, si no parientes de sangre del Sapa Inca. Además de la coya (la esposa principal o reina), las esposas reales, los hijos y varios agregados a la familia real, los linajes reales (panacas) tenían gran influencia. Cada vez que un Sapa Inca moría, su heredero asumía el trono mientras el resto de sus descendientes formaban una panaqa, o linaje real encargado de mantener al inca fallecido (en la forma de su momia) y sus propiedades, de acuerdo con la práctica de la herencia dividida. Se creía que el propio inca fallecido, o más bien su mallki (momia), continuaba comunicándose con los vivos y, por lo tanto, estaba involucrado en los asuntos de estado, ya fueran políticos o ceremoniales. Si un mallki no podía asistir a un evento, su huauque, o estatuilla real, lo haría. A través de lazos de sangre, amplias propiedades con yanakuna (sirvientes) que proporcionaban mano de obra y la posesión de un mallki totémico y deificado, una panaca pudo ejercer un poder político considerable, teniendo influencia en la selección del futuro Sapa Inca.
Por debajo del nivel superior de gobierno con base en Cuzco se encontraban los suyos (regiones). Cada suyo estaba dirigido por un gobernador conocido como apu, un título que también se daba a los generales y a las montañas deificadas.Por debajo de cada suyo se encontraban los wamani (provincias), cada una de las cuales estaba dirigida por un gobernador conocido como tukuy rikuq. Estos gobernadores de nivel inferior administraban las provincias con la ayuda de los michoc (oficiales), khipu kamayuq (encargados de registros), kuraka (funcionarios) y yanakuna (sirvientes). Las funciones principales del tukuy rikuq eran mantener la infraestructura estatal, organizar el censo y movilizar mano de obra o recursos militares cuando fuera necesario. Por lo general, estos gobernadores, ya sean apu o tukuy rikuq, eran de etnia inca, pero algunos grupos provinciales lograron ascender al nivel inferior. Los apu, por otro lado, eran parientes cercanos del Sapa Inca.
Los yanakuna (sing. yana) formaban un estamento único dentro de la sociedad y el gobierno inca. Convertirse en parte de los yanakuna significaba romper los lazos y obligaciones tradicionales del ayllu, sirviendo a la nobleza en lugar del linaje propio. Para muchos, fue una forma de avanzar en la jerarquía social y política; al ser heredable, significaba también una posición más privilegiada para sus descendientes. Su labor estaba adscrita a personas o instituciones importantes como el Sapa Inca, una panaqa, la nobleza o las tierras de los templos.
Los kurakakuna (sing. kuraka), por otro lado, eran la base de la burocracia provincial. Por lo general, eran nobles provinciales que mantuvieron su estatus social después de la conquista inca. Al igual que los yanakuna, estaban exentos de impuestos y tenían estatus hereditario. A diferencia de los yanakuna, cumplían funciones administrativas, militares y judiciales, aunque vale la pena mencionar que uno podía ser tanto kuraka como yana.

### Administración decimal
Aunque había una gran variación en la forma que adoptaban la burocracia y el gobierno inca a nivel provincial, la forma básica de organización era la decimal. En este sistema de organización, los contribuyentes (jefes de familia varones de un determinado rango de edad) se organizaban en unidades de corvea (que a menudo funcionaban también como unidades militares) que formaban el músculo del estado como parte del servicio de mit'a. Cada nivel de jurisdicción por encima de cien contribuyentes estaba encabezado por un kuraka, mientras que los que encabezaban unidades más pequeñas eran kamayuq, de estatus más bajo, no hereditario. Sin embargo, mientras que el estatus de kuraka era hereditario, la posición real de una persona dentro de la jerarquía (que por lo general era de por vida) estaba sujeta a cambios en función de los privilegios de los que estaban por encima de ellos en la jerarquía; un pachaka kuraka podría ser designado para su puesto por un waranqa kuraka. Además, se ha sugerido que un kuraka en cada nivel decimal también sirvió como jefe de uno de los nueve grupos en un nivel inferior, de modo que un pachaka kuraka también podría ser un waranqa kuraka, en efecto directamente responsable de una unidad de 100 contribuyentes y menos directamente responsable de otras nueve unidades similares.
| Oficial a cargo      | Número de contribuyentes |
| -------------------- | ------------------------ |
| Hunu kuraka          | 10,000                   |
| Pichkawaranqa kuraka | 5,000                    |
| Waranqa kuraka       | 1,000                    |
| Pichkapachaka kuraka | 500                      |
| Pachaka kuraka       | 100                      |
| Pichkachunka kamayuq | 50                       |
| Chunka kamayuq       | 10                       |

### Mita y mitma

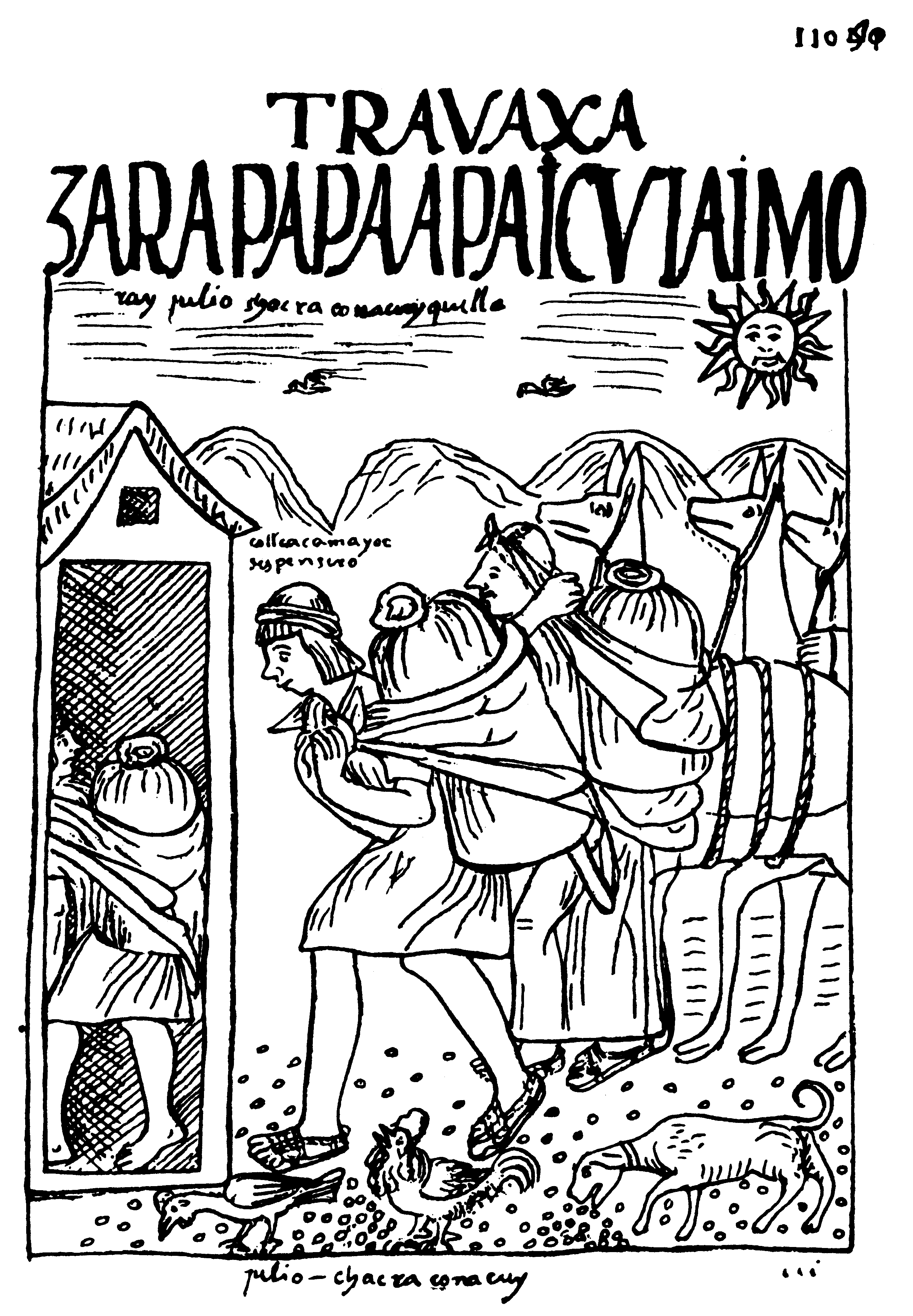
Los Mitimaes en la actividad agrícola, según dibujo de Guamán Poma.

Aunque el Estado inca cobraba impuestos en especie, también recurría al trabajo forzoso como fuente importante de poder. La mit'a era un impuesto en trabajo realizado por los jefes de familia varones. Estos contribuyentes eran reclutados para construir grandes proyectos de obras públicas, como acueductos, puentes, carreteras y almacenes. Un mit'ayuq, también realizaba labores agrícolas, extractivos y artesanales para el estado. La mit'a también fue la base del servicio militar obligatorio; las unidades militares seguían el mismo sistema decimal de administración que las unidades de la mit'a. Los períodos de servicio variaban; los servicios especialmente intensivos, como la minería, se mantuvieron breves para evitar el agotamiento.
La mitma, por otro lado, era la práctica de trasladar a ciertos grupos étnicos con fines estratégicos. Podrían ser vistos como leales y, por lo tanto, trasplantados como una colonia de guarnición para ayudar a mantener el orden en una provincia recién conquistada o, alternativamente, ser vistos de lealtad cuestionable y, por lo tanto, asentados entre poblaciones más leales. En ciertos casos, la mitma se usaba para explotar ecozonas que se consideraban utilizadas de manera ineficiente por los grupos nativos.
A pesar de la migración, los mitmaqkuna todavía se consideraban miembros de su grupo y tierra nativas para fines de censo y mit'a. Los mitmaqkuna no fueron las únicas personas reasentadas en el imperio Inca, ya que el estado tenía innumerables comunidades reubicadas en tierras menos defendibles y más productivas para hacer la producción agrícola más eficiente y reducir la posibilidad de revueltas.

### Esquema de jerarquía
| Qusqu (Central) | Suyu (Región)                                              | Wamani (Provincia)                                               | Administración decimal                                                                |
| --- | ---------------------------------------------------------- | ---------------------------------------------------------------- | ------------------------------------------------------------------------------------- |
| Sapa Inka, el gobernante supremo. - Quya, su reina y esposa principal - Hijos (de la Coya). - Sus parientes asistentes. - Esposas menores. - Sus hijos. - Sus familiares asistentes.                                                             | Apu, El gobernador de un suyu. - Familiares del Sapa Inka. | Tuqrikuq, El gobernador de un wamani. - Típicamente inka étnico. | Kurakakuna, funcionarios burocráticos hereditarios. - Generalmente nobleza provincial |
| Inkap Rantin, virrey. - Un pariente cercano del Inka. | Yanakuna asistentes.                                       | Yanakuna asistentes                                              | Kamayuq, funcionarios burocráticos no hereditarios                                    |
| Willaq Umu, el sumo sacerdote del sol. |                                                            | Michuq, ayudante de oficiales                                    | Mit'ayuq, contribuyentes - Trabajo y servicio militar                                 |
| Consejo del Reino, que consta de: - Cuatro nobles de Qusqu - Dos de hanan Qusqu - Dos de urin Qusqu - Seis nobles del hanan suyu - Cuatro de Chinchaysuyu - Dos de Kuntisuyu - Seis nobles del urin suyu - Cuatro de Qullasuyu - Dos de Antisuyu |                                                            | Khipu kamayuq, poseedores de registros                           |                                                                                       |
| Tukuy-rikuq, Inspectores que informan al Sapa Inka - Parientes cercanos del Sapa Inka |                                                            | Chaski, mensajeros.                                              |                                                                                       |
| Mallki, momias reales - Mantenido por la panaqa, linajes reales - Yanakuna asistentes |                                                            |                                                                  |                                                                                       |
| Apukuna, generales militares |                                                            |                                                                  |                                                                                       |

## Ley

Inti, «El Dios Sol».

El Estado inca no tenía un sistema judicial independiente ni un conjunto de leyes codificadas. Si bien las costumbres, las expectativas y los detentadores del poder local tradicional tenían mucho que ver con la regulación del comportamiento, el Estado también tenía fuerza legal, como por ejemplo a través de tukuy rikuq (literalmente el que todo lo ve). El inspector de mayor rango, normalmente un pariente de sangre del Sapa Inca, actuaba independientemente de la jerarquía convencional, proporcionando al Sapa Inca un punto de vista libre de influencia burocrática.
Los individuos sólo podían ser juzgados por aquellos de rango superior. Además, a medida que aumentaba el rango de uno, también aumentaba la libertad de comportamiento que se le otorgaba; los castigos por los actos de los plebeyos contra los nobles eran mucho más severos que por los de los nobles contra los plebeyos. Y, sin embargo, también existían protecciones legales para los plebeyos, a pesar de su desigual posición legal. Los soldados que robaban comida podían enfrentarse a la pena capital, al igual que sus capitanes. Los funcionarios abusivos o negligentes también se enfrentaban a castigos. La pena de muerte para un individuo dependía únicamente de las más altas autoridades: los gobernadores provinciales, los apu de los cuatro suyos y el propio Sapa Inca. Los incas no tenían prisiones. En su lugar, la pena capital se utilizaba para delitos como el asesinato, la blasfemia, el adulterio, el robo, la pereza, la reincidencia en la embriaguez y la rebelión. Los castigos para delitos menores incluían la ceguera y la amputación de miembros.

## Organización del imperio

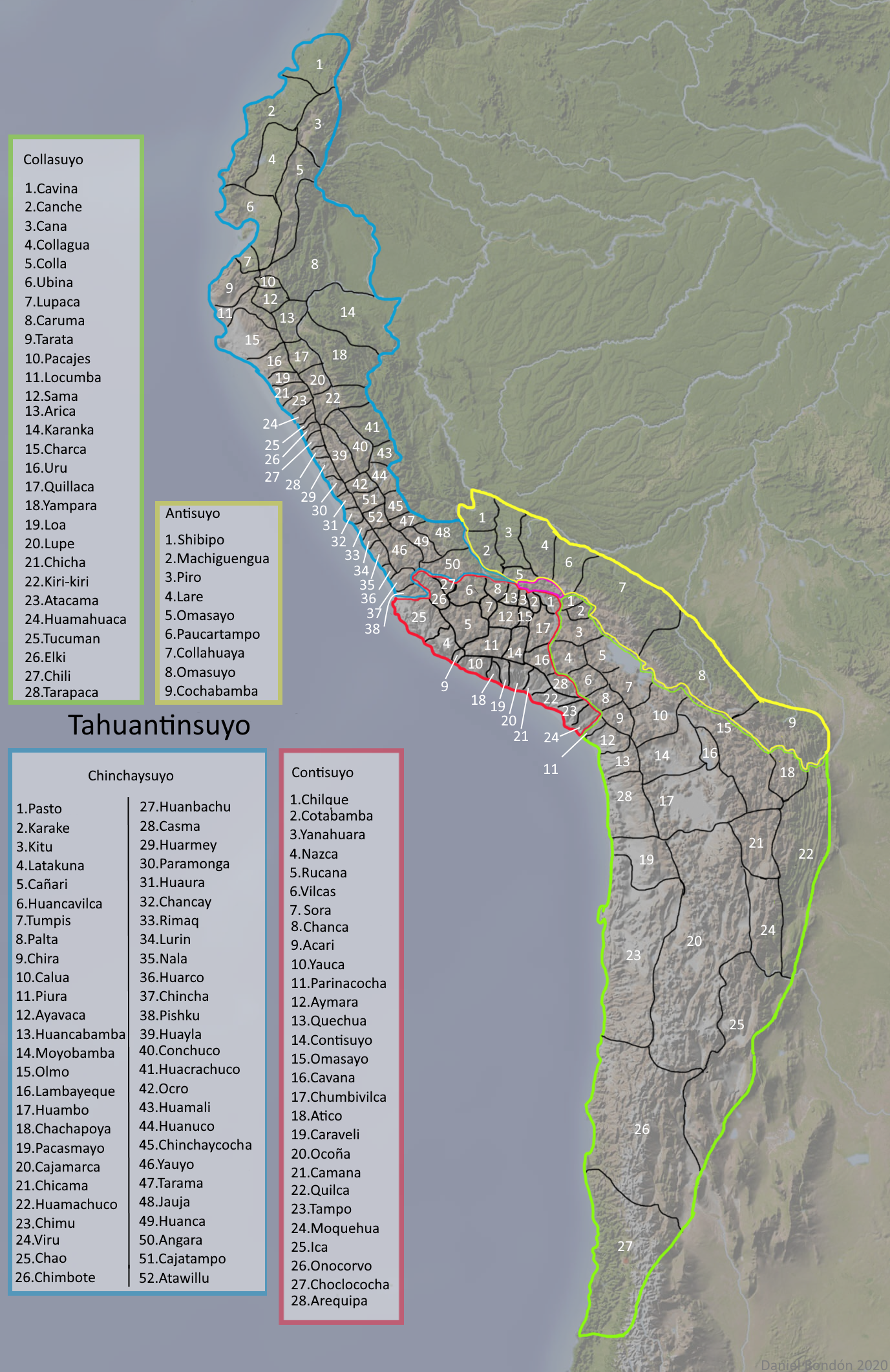
Mapa del Tahuantinsuyo antes de la conquista española, conformadas con sus suyos (regiones) y wamanis (provincias).

El Imperio Inca era un sistema federalista que consistía en un gobierno central con el Inca a la cabeza y cuatro regiones o suyu: Chinchaysuyu (noroeste), Antisuyu (noreste), Kuntisuyu (suroeste) y Qullasuyu (sureste). Las cuatro esquinas de estos suyu se encontraban en el centro del Cusco. Estos suyu probablemente fueron creados alrededor de 1460 durante el reinado de Pachacútec antes de que el imperio asumiera su mayor extensión territorial. Es probable que en el momento en que se establecieron los suyu fueran aproximadamente del mismo tamaño y solo más tarde cambiaron sus proporciones a medida que el imperio se expandía hacia el norte y el sur a lo largo de los Andes.
Cada suyu se subdividía en wamani o provincias. Estos wamani eran distritos que eran aproximadamente colindantes geográficamente con agrupaciones tribales anteriores a la conquista administradas por un tukuy rikuq o gobernador. Sin embargo, se tomaron en cuenta las poblaciones diferenciales de estas tribus y, si se consideraba que eran demasiado pequeñas para establecer su propio wamani, se las agrupaba con otras tribus pequeñas. Tras la creación de un wamani, el inca establecía un centro administrativo conocido como hatun [llaqta]. La denominación de estos centros era formularia; el centro del huamani de Colla era Hatun Qulla, mientras que el del huamani de Sora era Hatun Sora, etcétera.
Luego, los wamani se subdividieron en saya, lo que refleja la estructura en gran medida molecular de la sociedad andina. El número de saya por wamani variaba entre dos y tres. Estas saya tenían un estatus diferencial, siendo una superior (hanan saya) y otra inferior (urin saya). Lo ideal era que cada saya contuviera aproximadamente 10 000 contribuyentes. Por lo tanto, normalmente solo se establecían tres saya en aquellos wamani con alrededor de 30 000 contribuyentes. Después de la subdivisión saya, el imperio se subdividió en grupos de linaje, ayllu, que luego se dividieron a su vez en mitades, hanan y urin, y luego en unidades familiares individuales.

### Divisiones administrativas
La zona de la capital, Cuzco, probablemente no estaba organizada como un wamani. Más bien, probablemente era algo similar a un distrito federal moderno, como Washington D. C. o Ciudad de México. La ciudad se encontraba en el centro de los cuatro suyu y servía como el centro preeminente de la política y la religión. Mientras que el Cuzco estaba gobernado esencialmente por el Sapa Inca, sus parientes y los linajes reales, cada suyu estaba gobernado por un apu, un término de gran estima utilizado para los hombres de muy alto estatus y para las montañas veneradas. Al igual que con gran parte de la sociedad andina y la administración inca, tanto Cuzco como distrito y los cuatro suyu como regiones administrativas estaban agrupados en divisiones superiores, hanan, e inferiores, urin. Como los incas no tenían registros escritos, es imposible enumerar exhaustivamente los wamani constituyentes. Sin embargo, los registros creados durante el período colonial español nos permiten reconstruir una lista parcial. Es probable que hubiera más de 86 wamani, más de 48 en las tierras altas y más de 38 en la costa.

#### Hanan Suyukunao las regiones superiores
El suyu más poblado, Chinchaysuyu, abarcaba las antiguas tierras del reino chimú y gran parte de los Andes del norte. En su mayor extensión, el suyu se extendió por gran parte del Ecuador moderno y la parte sur de la Colombia actual. El segundo más pequeño de los suyu, Antisuyu, estaba ubicado al noreste de Cuzco en los Andes altos. De hecho, es la raíz de la palabra "Andes".
- En el Chinchaysuyo: Angara, Atawillu, Ayavaca, Cajamarca, Cajatampo, Calua, Cañari, Casma, Chachapoya, Chancay, Chao, Chicama, Chimbote, Chimu, Chincha, Chinchaycocha, Chira, Conchuco, Huacrachuco, Huamachuco, Huamali, Huambo, Huanbachu, Huanca, Huancabamba, Huancavilca, Huanuco, Huarco, Huarmey, Huaura, Huayla, Jauja, Karake, Kitu, Lambayeque, Latakuna, Lurin, Moyobamba, Ocro, Olmo, Pacasmayo, Palta, Paramonga, Pasto, Pishku, Piura, Rimaq,Tarama,Tumpis, Viru, Yauyo
- En el Antisuyo: Cochabamba, Collahuaya, Lare, Machiguengua, Omasayo, Omasuyo, Paucartampo, Piro, Shipibo.

#### Urin Suyukunao las regiones inferiores
Collasuyu o Qullasuyu fue nombrado en honor al pueblo qulla de habla aymara y era el más grande de los suyu en términos de área. Este suyu abarcaba el altiplano boliviano y gran parte de los Andes meridionales, y se extendía hasta Argentina y hasta el río Maule, cerca de la actual Santiago de Chile. El Cuntisuyu o Kuntisuyu era el suyu más pequeño de todos, y se encontraba a lo largo de la costa sur del actual Perú, extendiéndose hacia las tierras altas en dirección a Cuzco.
- En el Collasuyo: Arica, Atacama, Cana, Canche, Caruma, Cavina, Charca, Chicha, Chili, Colla, Collagua, Elki, Huamahuaca, Karanka, Loa, Locumba, Lupaca, Lupe, Pacajes, Quillaca, Quiri Quiri, Sama, Tarapaca, Tarata, Tucumán, Ubina, Uru, Yampara.
- En el Contisuyo: Acari, Arequipa, Atico, Aymara, Camana, Caraveli, Cavana, Chanca, Chilque, Choclococha, Chumbivilca, Contisuyo, Cotabamba, Ica, Moquehua, Nazca, Ocoña, Onocorvo, Parinacocha, Quechua, Quilca, Rucana, Sora, Tampo, Vilcas, Yanahuara, Yauca.